# Ken Johnson (Musiker)
Kenrick Reginald Hymans „Snakehips“ Johnson (* 10. September 1914 in Britisch-Guayana; † 8. März 1941 in London) war ein britischer Musiker und Tänzer; er war der erste schwarze Swing-Bandleader Großbritanniens.
Johnson stammte aus der ehemaligen Kolonie Britisch-Guayana; seine Eltern schickten Kenrick, als er 15 Jahre alt war, zur Ausbildung nach England, wo er die Sir William Borlase's Grammar School in Marlow (Buckinghamshire) besuchte. Anschließend studierte er Medizin an der Edinburgh University; daneben nahm er Tanzunterricht beim amerikanischen Choreographen Buddy Bradley. Johnsons beweglicher Tanzstil führte zu seinem Spitznamen Snakehips. Zunächst gehörte er der Leslie-Tompson-Band an, bevor er eine eigene Formation gründete, Ken Johnson and his Rhythm Swingers, die später in The West Indian Orchestra umbenannt wurde. Seine Band, der zeitweise auch der junge Gitarrist Pete Chilver angehörte, spielte Jazz und Swing und nahm zwischen 1938 und 1940 einige Schallplatten wie Snakehips Swing für Decca Records auf. Die Band hatte ein Engagement im Londoner Nachtclub Café de Paris; während eines Fliegerangriffs auf London am 8. März 1941 fielen zwei Bomben auf das Gebäude, wodurch 34 Menschen zu Tode kamen, darunter Ken Johnson und die meisten seiner Bandmitglieder. Nach Einäscherung im Golders Green Crematorium wurde seine Asche in der Kapelle seiner alten Schule in Marlow beigesetzt.